# Percina sciera
Percina sciera és una espècie de peix de la família dels pèrcids i de l'ordre dels perciformes.

## Morfologia
- Els mascles poden assolir els 13 cm de longitud total i són més grossos i de color més fosc durant el període reproductor.[6][7]

## Hàbitat
És un peix d'aigua dolça, bentopelàgic i de clima temperat (10 °C-24 °C; 41°N-29°N).

## Distribució geogràfica
Es troba a Nord-amèrica: la conca del riu Mississipi des d'Ohio i Virgínia Occidental fins a l'est d'Illinois i Louisiana. També és present a les conques fluvials del golf de Mèxic des del riu Black Warrior (Alabama) fins al riu Guadalupe (Texas).